# 虎滩新区站
虎滩新区站是大连地铁5号线的地铁站，位于中国辽宁省大连市中山区滨海东路和虎滩路交叉口，为5号线南端终点站，于2023年3月17日开通。

## 车站结构
虎滩新区站东西设置，为地下二层岛式站台车站，车站长172.3米，标准段宽19.7米，车站地下一层为站厅层，地下二层为站台层，站台设置全高站台门。车站东侧设置两条存车线，供列车折返使用。
| 地面              | 出入口 | C、D出入口                                                                                  |
| 地下二层          | 站厅   | 客服中心、自动售票机、验票机                                                                |
| 地下二层          | 站台   | \| \| \| █ 5号线往后关（虎滩公园） \| \| 島式 · 開左邊车门 \| \| \| \| \| \| █ 5号线落客 \| |
|                   |        | █ 5号线往后关（虎滩公园）                                                                   |
| 島式 · 開左邊车门 |        |                                                                                             |
|                   |        | █ 5号线落客                                                                                 |

## 车站出口
虎滩新区站目前开放2个出口，各出口及周围设施如下所示：
| 出口编号            | 照片 | 出口指示       | 建议前往的目的地                   |
| ------------------- | ---- | -------------- | ---------------------------------- |
| C · 出口 · （设有） |      | 海洋巷（南侧） | 大连市中山区虎滩小学，九龙湾       |
| D · 出口            |      | 虎滩路（西侧） | 帝柏湾，大连市海洋预报台，渔人码头 |
| 图例： 设有         |      |                |                                    |

## 接驳交通

### 公交车
- 渔人码头：2路、712路、旅游环路

## 车站历史
- 2019年8月26日，车站主体结构封顶[2]。
- 2023年3月17日，车站随5号线通车开通[1]。